# Zion Lights
Zion Lights est une auteure britannique et militante pour le développement de l'énergie nucléaire, connue pour son activisme environnemental notamment en tant qu'ancienne porte-parole de Extinction Rebellion.
Elle a écrit : The Ultimate Guide to Green Parenting et Only a Moment, a participé a des conférences Tedx Talk et a écrit des articles pour le HuffPost.

## Biographie
Elle est née en 1984 et est titulaire d'une maîtrise en communication scientifique de l'Université de l'Ouest de l'Angleterre. Elle a commencé ses premières campagnes de défense de l'environnement dans les années 2000.
Elle vit aujourd'hui dans le Devon avec sa famille.

## Idées et activisme
En tant que porte parole de Extinction Rebellion elle a supervisé la création de The Hourglass (journal d'information de Extinction Rebellion) et est apparue dans plusieurs émissions de grande écoute comme BBC World News, «The Andrew Neil Show», «Politics Live», «Good Morning Britain, »« Reasons to be Cheerful » d'Ed Miliband.
Après plusieurs années aux côtés de Extinction Rebellion, en juin 2020 elle quitte l'organisation notamment pour défendre l'énergie nucléaire qu'elle considère comme « la seule chose qui puisse vraiment nous sauver de notre crise énergétique et climatique »,,.
Peu de temps après elle rejoint Environmental Progress UK qui milite entre autres pour la création de la centrale nucléaire de Sizewell C dans le Suffolk.

## Sources et références
1. ↑  « HuffPost is now a part of Verizon Media », sur consent.yahoo.com (consulté le 20 novembre 2020)
2. ↑  (en) « Zion Lights », sur Bristol Natural History Consortium (consulté le 20 novembre 2020)
3. ↑  (en-GB) « Extinction Rebellion: Nuclear power 'only option' says former spokeswoman », BBC News,‎ 10 septembre 2020 (lire en ligne, consulté le 20 novembre 2020)
4. ↑  (en-GB) Sam Wollaston, « ‘I’m not getting much Take a Break’: Extinction Rebellion’s newspaper, reviewed », The Guardian,‎ 25 septembre 2019 (ISSN 0261-3077, lire en ligne, consulté le 20 novembre 2020)
5. ↑  (en-US) « Zion Lights », sur Environmental Progress (consulté le 20 novembre 2020)
6. ↑  Zion Lights, « ZION LIGHTS reveals why she changed tack over the future of energy », sur Mail Online, 10 septembre 2020 (consulté le 20 novembre 2020)
7. ↑  (en-GB) Zion Lights, « Why I left Extinction Rebellion to campaign for nuclear power », The Telegraph,‎ 10 septembre 2020 (ISSN 0307-1235, lire en ligne, consulté le 20 novembre 2020)
8. ↑  « La porte-parole d'Extinction Rebellion se convertit en... lobbyiste pro-nucléaire », sur Valeurs actuelles (consulté le 20 novembre 2020)